# HIP 67593
Désignations
HIP 67593 est une étoile naine orange de la constellation boréale du Bouvier. 
Elle est composée au moins de deux composantes dont la deuxième est HIP 67594 (magnitude 13.44).
Les deux étoiles sont séparées de 22.56" avec un angle P.A. de 278°,

## Caractéristiques
D'après la mesure de la parallaxe annuelle par satellite Hipparcos, HIP 67593 pourrait être l'une des étoiles les plus proches du Soleil, à une distance d'environ 17,37 années-lumière. Cependant elle est trop faible pour être visible à l'œil nu (magnitude apparente : 11,39). Le type spectral de cette étoile est K (comme Arcturus ou la composante B d'Alpha Centauri) avec une température de surface de 4 856 kelvins[réf. nécessaire].